# Tessa Gelisio
Tessa Gelisio, född 6 maj 1977 i Alghero, är en italiensk TV-presentatör, författare och ekolog. Hon är programledare för många program för Fininvest-gruppens nätverk.